# Metabolizm energetyczno-informacyjny
Metabolizm energetyczno-informacyjny – ustawiczny proces wymiany energii i informacji między żywym ustrojem a środowiskiem, podczas którego ustrój zachowuje swoją strukturę i tożsamość.
Antoni Kępiński, pisząc o człowieku, traktuje go jako jedność psychofizyczną, a dokładnie jedność energetyczno-informacyjną. Koncepcja metabolizmu energetyczno-informacyjnego zakłada, że część energetyczną reprezentuje poziom życia biologicznego, natomiast część informacyjna dzieli się na psychikę podświadomą i świadomą. Na tych trzech poziomach funkcjonuje sumienie, które na każdym poziomie odpowiada za inny rodzaj wartości:
1. Do warstwy biologicznej życia przynależą wartości biologiczne, np. instynkt samozachowawczy, prawo zachowania gatunku itp. Poziom ten jest uznawany przez Kępińskiego za fundament sumienia i postaw etycznych, moralność przyrody, podstawowy porządek moralny: Wydaje się, że istnieje jakaś naturalna moralność przyrody, której także człowiekowi naruszyć nie wolno. (Kępiński, 2007) + Porządek moralny nie jest czymś swoistym dla człowieka […] (Kępiński, 2007),
2. Warstwa emocjonalna (psychika podświadoma) to subiektywne przeżycia emocjonalne związane z wyborem wartości, np. poczucie winy daje nam do zrozumienia, że naruszyliśmy naturalny porządek moralny,
3. Warstwa społeczno-kulturowa (psychika świadoma) odpowiada za wartości, które zinternalizowaliśmy od społeczeństwa i kultury.

Jest to model przyrody ożywionej, stworzony przez Antoniego Kępińskiego na potrzebę systematyzacji jego własnych poglądów. Niektórzy dostrzegają w tym modelu dalekie podobieństwa do teorii struktur dyssypatywnych Prigogine'a w termodynamice procesów nieodwracalnych.